# U-30号潜艇 (1913年)
陛下之30号潜艇是德意志帝国海军建造的一艘潜艇或称U艇。它由但泽的帝国船厂承建，于1913年11月15日下水，至1914年8月26日交付使用。U-30号是在第一次世界大战海战期间服役的329艘德国潜艇之一，并参加了大西洋潜艇战役。在其六次巡逻中，共击沉了27艘协约国或中立国容积总吨为48060吨的商船，并击伤了5189总吨的美国油轮海湾之光号。战后，U-30号于1918年11月22日被引渡至英国正式投降，并于1919年至1920年间在布莱斯拆解报废。

## 历史

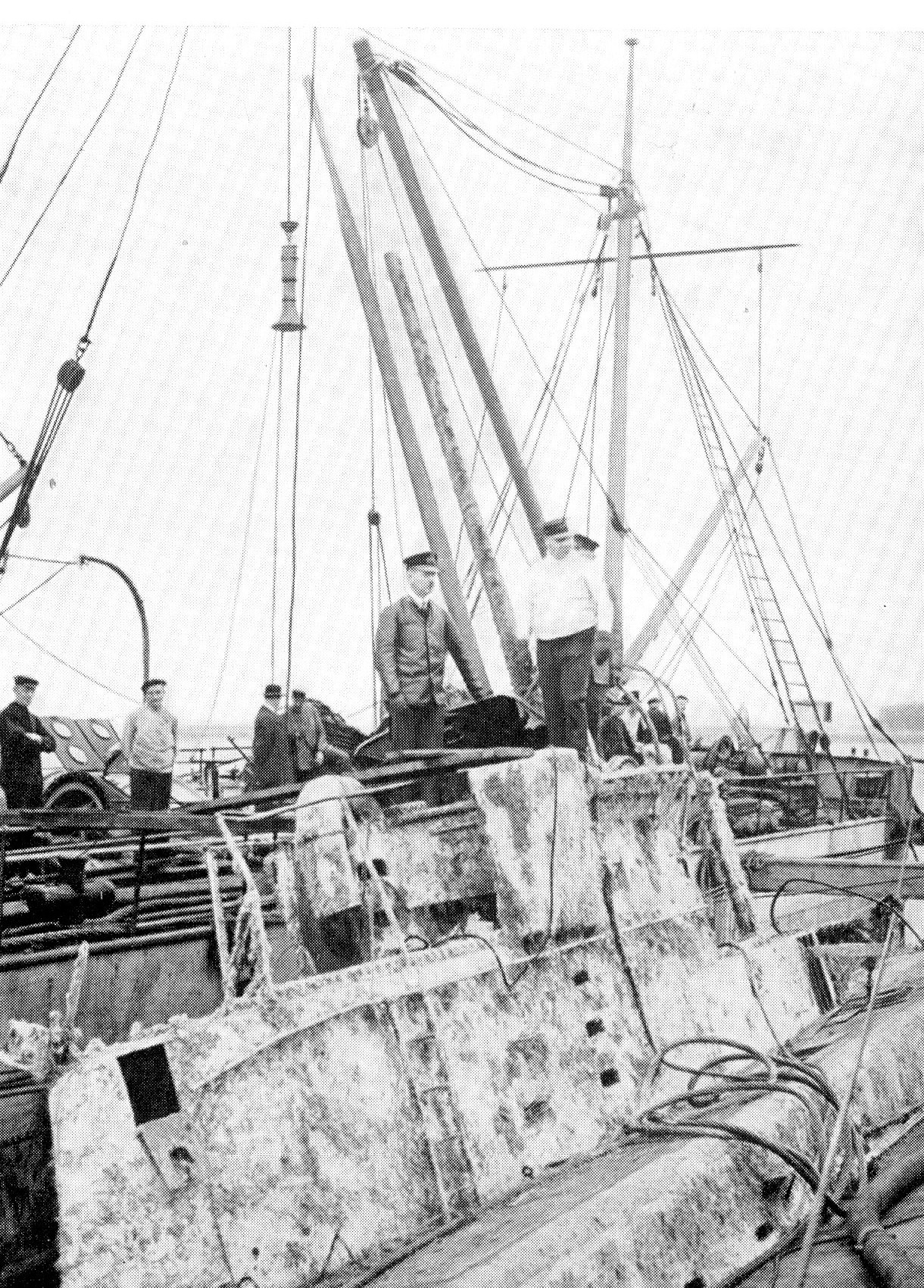
被打捞出水的U-30号残骸

U-30号是由德意志帝国海军于1912年2月19日向但泽的帝国船厂订购。它于1913年11月15日下水，至1914年8月26日正式入役。其首任艇长为海军上尉埃里希·冯·罗森贝格-格鲁斯琴斯基，至1916年5月1日改由海军上尉弗朗茨·格吕内特接任。
第一次世界大战期间，U-30号共执行了六次巡逻任务，并击沉了27艘协约国或中立国商船，容积总吨达48060吨。1915年5月1日，U-30号的船员还在锡利群岛附近用鱼雷袭击并击伤了美国油轮海湾之光号。当时，两艘英国巡逻艇正在该海域搜寻德国潜艇，但只成功拦截了悬挂美国国旗的海湾之光号，并为其护航。这种护航对海湾之光号来说是一种不利因素，因为它不得不在巡逻时减速；此外根据《国际法》，一艘由武装舰艇护航的船舶可成为合法的攻击目标。U-30号发现了护航队，并向海湾之光号发射了一枚鱼雷，然后才留意到对方悬挂的是美国国旗。潜艇随即依照不攻击中立船舶的指示停止攻击。鱼雷命中了海湾之光号，但后者仍在此次袭击中幸存下来，惟两名船员在撤离时溺水身亡，船长甘特也于当晚死于心脏病发作。该船被拖曳至乌鸦湾，随后得到修复。几天后，这一事件的消息将被卢西塔尼亚号沉没的消息所淹没，但该事件以及卢西塔尼亚号和另一艘船库欣遇袭，构成了美国政府向德国提出正式投诉的基础。尽管美国在当时的敌对行动中保持官方中立，但它与德国政府达成协议，即进一步的潜艇攻击将严格按照《国际法》定义的“巡洋交战规则”进行。
1915年6月22日，U-30号在埃姆斯河口附近（53°33′N 6°40′E / 53.550°N 6.667°E）发生火灾，并因此而沉没。潜艇跌落至40米深的海底，31名船员被困舱内。由于仍有希望营救在气泡中幸存下来的13名船员，因此当局展开了多次打捞行动，包括调用救助拖船火神号，但都因缆绳断裂而失败。直至8月27日，U-30号才由起重船北海号及波罗的海号打捞上岸。寻回的尸体被埋葬在埃姆登的荣誉公墓内。1916年，潜艇在完成修理后重新投入使用。
战后，根据对德停战协议的要求，U-30号于1918年11月22日移交英国正式向协约国投降，并于1919年至1920年间在布莱斯拆解报废。

## 袭击历史摘要
| 日期           | 船名           | 船籍       | 吨位 | 结局 |
| -------------- | -------------- | ---------- | ---- | ---- |
| 1915年2月20日  | 坎班克号       | 英国       | 3112 | 击沉 |
| 1915年2月20日  | 当夏尔号       | 英国       | 337  | 击沉 |
| 1915年4月28日  | 机动号         | 英国       | 1905 | 击沉 |
| 1915年4月29日  | 彻伯里号       | 英国       | 3220 | 击沉 |
| 1915年4月30日  | 光辉号         | 英国       | 2008 | 击沉 |
| 1915年4月30日  | 斯沃洛诺号     | 俄罗斯帝国 | 3102 | 击沉 |
| 1915年5月1日   | 埃代尔号       | 英国       | 3110 | 击沉 |
| 1915年5月1日   | 欧洲号         | 法國       | 1887 | 击沉 |
| 1915年5月1日   | 海湾之光号     | 美国       | 5189 | 击伤 |
| 1915年5月3日   | 明特恩号       | 英国       | 3018 | 击沉 |
| 1916年10月26日 | 利斯兰号       | 挪威       | 1745 | 击沉 |
| 1916年11月1日  | 布莱利山号     | 英国       | 1168 | 击沉 |
| 1917年4月11日  | 萨克索号       | 丹麦       | 711  | 击沉 |
| 1917年4月11日  | 南锡号         | 丹麦       | 1325 | 击沉 |
| 1917年4月11日  | 星号           | 挪威       | 818  | 击沉 |
| 1917年4月11日  | 风仙女号       | 挪威       | 796  | 击沉 |
| 1917年4月12日  | 科拉斯汀号     | 挪威       | 2368 | 击沉 |
| 1917年4月13日  | 博肯号         | 挪威       | 336  | 击沉 |
| 1917年4月13日  | 佛里克索斯号   | 芬兰       | 2471 | 击沉 |
| 1917年4月13日  | 伽马号         | 挪威       | 107  | 击沉 |
| 1917年4月13日  | 格伦罗拉号     | 挪威       | 805  | 击沉 |
| 1917年4月13日  | 扎拉号         | 英国       | 1331 | 击沉 |
| 1917年4月14日  | 费尔德利号     | 挪威       | 954  | 击沉 |
| 1917年4月15日  | 巴黎号         | 挪威       | 1634 | 击沉 |
| 1917年5月16日  | 米德尔塞克斯号 | 英国       | 7265 | 击沉 |
| 1917年5月23日  | 弗雷登号       | 丹麦       | 166  | 击沉 |
| 1917年7月16日  | 赛勒斯号       | 俄罗斯帝国 | 293  | 击沉 |
| 1917年7月28日  | 阿特拉斯号     | 法國       | 2068 | 击沉 |

## 脚注
1. 1 2  Gröner，第6–7頁.
2. ↑  Helgason, Guðmundur. . German and Austrian U-boats of World War I - Kaiserliche Marine - Uboat.net.
3. ↑  .   [19 June 2010]. （原始内容存档于2021-07-01）.
4. 1 2  Herzog，第89頁.
5. ↑  Helgason, Guðmundur. . German and Austrian U-boats of World War I - Kaiserliche Marine - Uboat.net.   [22 December 2014].